# Resasta pečurka
Resasta pečurka (lat. Agaricus vaporarius) je jestiva gljiva iz porodice pečurki (Agaricaceae). 

## Opis
- Klobuk resaste pečurke je širok od 10 do 15 centimetara, u mladosti polukuglast, zatim konveksan, na kraju otovoren, mesnat, tvrd; u najranijoj mladosti smeđe pjegav ili potpuno smeđ; kasnije se jasno odvajaju široke smeđe čehice (vlakanca); rub je iskidano krpast zbog ostataka vjenčića.
- Listići su slobodni, vrlo gusti, najprije sivkastocrvenkasti, zatim tamnosmeđi ili gotovo crni, oštrica je uvijek nešto svjetlija.
- Stručak je valjkast, najprije pun, zatim šupalj, debeo, tvrd, bijel, prema gore gladak, prema osnovi vlaknast; nosi bijel i debeo vjenčić koji je s gornje strane malo rebrast, a rub mu je dvostruk; na donjoj strani stručka često ostane još jedan prsten, a predstavlja ostatak ovoja (lat. vellum universale).
- Meso je prljavobijelo, debelo, tvrdo; u mladosti je okus ugodan, miris šumski ili po drvu.
- Spore su okruglaste, 6 – 7 x 4,5 – 6 μm, otrusina je purpurnosmeđa.

## Kemijske reakcije
Meso se u dodiru s anilinom oboji crveno ili crvenosmeđe, dok s fenolom za desetak minuta meso postaje crvenkasto zatim smeđe.

## Stanište
Raste ljeti i u jesen u skupinama na plodnom tlu, uz putove, na odbačenom humusu, parkovima i vrtovima.

## Upotrebljivost
Resasta pečurka je jestiva.

## Sličnosti
Moguća je zamjena s cijelom skupinom gljiva čije meso slabo ili jako mijenja boju. Međutim, ako ustanovite da se na donjem dijelu stručka nalazi drugi prsten kao ostatak ovoja, tada ste sigurno pronašli resastu pečurku. Opasnost od zamjene s otrovnim vrstama nema.  